# Церие
Цѐрие или Цере (срещат се и днес неправилните изписвания Цѐрйе и Цѐрье, на албански: Cerje) e село в Република Албания в областта Мала Преспа, област Корча, община Пустец. Цере е най-малкото село в общината и към 2007 година в него живеят само няколко стари хора.

## География
Селото е разположено на 9 километра югоизточно от общинския център Пустец, в планината Сува гора (Мали и Татъ), в източното подножие на хребет Слива, на самата граница с Гърция. В Церие живеят основно хора с македонска или българска национална идентичност.

## Етимология
Според Раки Бело етимологията на името на селото идва от цер. Местните жители се наричат церени.

## История
Първите сведения за селото са от XIV век. Селото се споменава в османски дефтер от 1530 година под името Чер, хас на падишаха, с 4 ханета гяури и 22 ергени гяури.
В края на XIX век е чисто българско село. Според статистиката на Васил Кънчов („Македония. Етнография и статистика“) в 1900 година в Церя живеят 120 българи християни.
След Илинденското въстание в началото на 1904 година цялото село минава под върховенството на Българската екзархия. Според Георги Трайчев през 1911/1912 година в Цѣрье има 6 къщи с 54 жители.
В 1919 година е осветена църквата „Успение Богородично“.
Боривое Милоевич пише в 1921 година („Южна Македония“), че Церие (Церje) има 8 къщи славяни християни.
В 1939 година Фоте Фотев от името на 15 български къщи в Церие подписва Молбата на македонски българи до царица Йоанна, с която се иска нейната намеса за защита на българщината в Албания – по това време италиански протекторат.

## Население
| Година | Население |
| 1900   | 120       |
| 1926   | 98        |
| 1945   | 175       |
| 1960   | 250       |
| 1969   | 308       |
| 1979   | 308       |
| 1989   | 297       |
| 2000   | 252       |